# Чемпіонат Європи з футзалу
Чемпіона́т Євро́пи з футзалу (англ. UEFA Futsal Championship) — найпрестижніша континентальна першість світу, головне змагання національних збірних, що відбувається під патронатом УЄФА. Вперше чемпіонат Європи з футзалу відбувся 1996 року, і, починаючи з 1999 року, проводиться раз на 2 роки. Збірна України з футзалу двічі здобувала срібні медалі чемпіонатів Європи.

## Переможці та призери
| Рік проведення | Країна     | Фінал      | Фінал              | Фінал       | Матч за третє місце | Матч за третє місце | Матч за третє місце |
| Рік проведення | Країна     | Чемпіон    | Рахунок            | Друге місце | Третє місце         | Рахунок             | Четверте місце      |
| -------------- | ---------- | ---------- | ------------------ | ----------- | ------------------- | ------------------- | ------------------- |
| 1996 Детально  | Іспанія    | Іспанія    | 5 – 3              | Росія       | Бельгія             | 3 – 2               | Італія              |
| 1999 Детально  | Іспанія    | Росія      | 3 – 3 (пен. 4 – 2) | Іспанія     | Італія              | 3 – 0               | Нідерланди          |
| 2001 Детально  | Росія      | Іспанія    | 2 – 1              | Україна     | Росія               | 2 – 1               | Італія              |
| 2003 Детально  | Італія     | Італія     | 1 – 0              | Україна     | Іспанія та Чехія    | Іспанія та Чехія    | Іспанія та Чехія    |
| 2005 Детально  | Чехія      | Іспанія    | 2 – 1              | Росія       | Італія              | 3 – 1               | Україна             |
| 2007 Детально  | Португалія | Іспанія    | 3 – 1              | Італія      | Росія               | 3 – 2               | Португалія          |
| 2010 Детально  | Угорщина   | Іспанія    | 4 – 2              | Португалія  | Чехія               | 5 – 3               | Азербайджан         |
| 2012 Детально  | Хорватія   | Іспанія    | 3 – 1              | Росія       | Італія              | 3 – 1               | Хорватія            |
| 2014 Детально  | Бельгія    | Італія     | 3 – 1              | Росія       | Іспанія             | 8 – 4               | Португалія          |
| 2016 Детально  | Сербія     | Іспанія    | 7 – 3              | Росія       | Казахстан           | 5 – 2               | Сербія              |
| 2018 Детально  | Словенія   | Португалія | 3 – 2 (дч)         | Іспанія     | Росія               | 1 – 0               | Казахстан           |
| 2022 Детально  | Нідерланди | Португалія | 4 – 2              | Росія       | Іспанія             | 4 – 1               | Україна             |

## Результати за країнами

Трофей, що був вручений на чемпіонаті Європи 2005 року

| Команда     | Переможець                                   | Фіналіст                               | Третє місце          | Четверте місце | Півфіналіст |
| ----------- | -------------------------------------------- | -------------------------------------- | -------------------- | -------------- | ----------- |
| Іспанія     | 7 (1996, 2001, 2005, 2007, 2010, 2012, 2016) | 2 (1999, 2018)                         | 2 (2014, 2022)       |                | 1 (2003)    |
| Італія      | 2 (2003, 2014)                               | 1 (2007)                               | 3 (1999, 2005, 2012) | 2 (1996, 2001) |             |
| Португалія  | 2 (2018, 2022)                               | 1 (2010)                               |                      | 2 (2007, 2014) |             |
| Росія       | 1 (1999)                                     | 6 (1996, 2005, 2012, 2014, 2016, 2022) | 3 (2001, 2007, 2018) |                |             |
| Україна     |                                              | 2 (2001, 2003)                         |                      | 2 (2005, 2022) |             |
| Чехія       |                                              |                                        | 1 (2010)             |                | 1 (2003)    |
| Казахстан   |                                              |                                        | 1 (2016)             | 1 (2018)       |             |
| Бельгія     |                                              |                                        | 1 (1996)             |                |             |
| Нідерланди  |                                              |                                        |                      | 1 (1999)       |             |
| Азербайджан |                                              |                                        |                      | 1 (2010)       |             |
| Хорватія    |                                              |                                        |                      | 1 (2012)       |             |
| Сербія      |                                              |                                        |                      | 1 (2016)       |             |

### Медальний залік
| Місце   | Країна     | Золото | Срібло | Бронза | Загалом |
| ------- | ---------- | ------ | ------ | ------ | ------- |
| 1       | Іспанія    | 7      | 2      | 3      | 12      |
| 2       | Італія     | 2      | 1      | 3      | 6       |
| 3       | Португалія | 2      | 1      | 0      | 3       |
| 4       | Росія      | 1      | 6      | 3      | 10      |
| 5       | Україна    | 0      | 2      | 0      | 2       |
| 6       | Чехія      | 0      | 0      | 2      | 2       |
| 7       | Бельгія    | 0      | 0      | 1      | 1       |
| 7       | Казахстан  | 0      | 0      | 1      | 1       |
| Загалом | Загалом    | 12     | 12     | 13     | 37      |

## Таблиця всіх часів
| Місце | Команда              | Участь | І  | В  | Н  | П  | ГЗ  | ГП  | РМ   | О   |
| ----- | -------------------- | ------ | -- | -- | -- | -- | --- | --- | ---- | --- |
| 1     | Іспанія              | 12     | 59 | 43 | 11 | 5  | 227 | 94  | +133 | 140 |
| 2     | Росія                | 12     | 56 | 34 | 7  | 15 | 178 | 114 | +64  | 109 |
| 3     | Італія               | 12     | 50 | 29 | 9  | 12 | 136 | 87  | +49  | 96  |
| 4     | Португалія           | 10     | 41 | 21 | 7  | 13 | 124 | 104 | +20  | 70  |
| 5     | Україна              | 11     | 42 | 14 | 6  | 22 | 108 | 111 | –3   | 48  |
| 6     | Сербія               | 7      | 23 | 8  | 5  | 10 | 54  | 66  | –12  | 29  |
| 7     | Казахстан            | 3      | 14 | 7  | 3  | 4  | 49  | 34  | +15  | 24  |
| 8     | Азербайджан          | 6      | 18 | 6  | 3  | 9  | 56  | 72  | –16  | 21  |
| 9     | Хорватія             | 6      | 18 | 5  | 4  | 9  | 37  | 57  | –20  | 19  |
| 10    | Чехія                | 8      | 24 | 5  | 3  | 16 | 64  | 110 | –46  | 18  |
| 11    | Нідерланди           | 6      | 19 | 3  | 3  | 13 | 39  | 71  | –32  | 12  |
| 12    | Румунія              | 4      | 11 | 3  | 0  | 8  | 25  | 40  | –15  | 9   |
| 13    | Бельгія              | 5      | 14 | 2  | 3  | 9  | 17  | 42  | –25  | 9   |
| 14    | Словенія             | 7      | 18 | 2  | 3  | 13 | 36  | 68  | –32  | 9   |
| 15    | Грузія               | 1      | 4  | 2  | 0  | 2  | 6   | 14  | –8   | 6   |
| 16    | Фінляндія            | 1      | 4  | 1  | 1  | 2  | 9   | 13  | –4   | 4   |
| 17    | Словаччина           | 1      | 4  | 1  | 1  | 2  | 9   | 17  | –8   | 4   |
| 18    | Польща               | 3      | 8  | 0  | 2  | 6  | 12  | 34  | –22  | 2   |
| 19    | Франція              | 1      | 2  | 0  | 1  | 1  | 7   | 9   | –2   | 1   |
| 20    | Білорусь             | 1      | 2  | 0  | 1  | 1  | 6   | 14  | –8   | 1   |
| 21    | Боснія і Герцеговина | 1      | 3  | 0  | 0  | 3  | 4   | 11  | –7   | 0   |
| 22    | Туреччина            | 1      | 2  | 0  | 0  | 2  | 1   | 8   | –7   | 0   |
| 23    | Угорщина             | 3      | 7  | 0  | 0  | 7  | 16  | 36  | –20  | 0   |

## Рекорди (кваліфікація)

### Найкращі бомбардири за всю історію, включаючи кваліфікацію
- Костянтин Єременко (Росія) — 44 голи
- Сергій Корідзе (Україна) — 39 голів
- Флорін Матей (Румунія) — 36 голів
- Ігор Москвичов (Україна), Рікардіньо (Португалія) — 32 голи

### Індивідуальний рекорд результативності
- Костянтин Єременко  Росія (Росія — Молдова, Пепінстер, Бельгія, 25.10.1995, 7 голів)

### Найшвидші голи у кваліфікаційній стадії
- Бруно Коелью  Португалія (Португалія — Румунія, 11.04.2017, 17 секунда)[1]
- Роніньо  Грузія (Грузія — Естонія, 14.01.2015, 20 секунда)[2]

### Найбільша перемога
- Росія — Молдова 31:0 (Пепінстер, Бельгія, 25.10.1995)

### Найвища відвідуваність
- Словенія — Росія (Москва, Росія, 20.12.1998, 6000 глядачів)

## Рекорди (фінальний турнір)

### Найкращі бомбардири за всю історію фінальних турнірів
- Рікардіньо (Португалія)  — 22 голи
- Костянтин Єременко (Росія) — 20 голів
- Едер Ліма (Росія) — 17 голів
- Даніель (Іспанія) — 16 голів
- Сергій Корідзе (Україна) — 15 голів
- Хаві Родрігес (Іспанія) — 13 голів
- Хорді Торрас (Іспанія), Фернандо Ґрана (Італія), Гонсалу Алвес (Португалія) — 12 голів
- Адріано Фолья (Італія) — 11 голів
- Ігор Москвичов (Україна), Саад Ассіс (Італія), Владислав Шаяхметов (Росія) — 10 голів

### Індивідуальний рекорд результативності
- Сергій Корідзе  Україна (Португалія — Україна, 18.02.2003, 5 голів)

### Найшвидший гол у фінальній стадії
- Феліпе  Азербайджан (Азербайджан — Сербія, 03.02.2012, 8 секунда), Михайло Романов  (Азербайджан — Україна, 25.01.2010, 8 секунда)[3]

### Найстарший гравець
- Андрій Тверянкін  Азербайджан (Азербайджан — Сербія, 03.02.2012, 44 роки 334 дні)

### Найстарший автор голу
- Міцо Мартіч  Хорватія (Хорватія — Польща, 22.02.2001, 36 років 364 дні)

### Наймолодший гравець
- Крістіан Ріццо  Італія (Італія — Україна, 23.01.2010, 18 років 355 днів)

### Наймолодший автор голу
- Адріано Фолья  Італія (Італія — Росія, 22.02.2001, 19 років 303 дні)

### Найбільша кількість участей у турнірах
- Луїс Амадо (Іспанія) — 7
- Кіке (Іспанія), Жоао Бенедіто (Португалія), Гонсалу Алвес (Португалія), Жоел Кейрош (Португалія), Роман Мареш (Чехія), Євген Рогачов (Україна), Владислав Шаяхметов (Росія) — 6

### Гвардійці
- Луїс Амадо (Іспанія) — 33 матчі
- Кіке (Іспанія) — 29 матчів
- Гонсалу Алвес (Португалія) — 24 матчі

### Найбільша кількість голів на турнірах
- Чемпіонат Європи 2016 - 129 голів

### Найбільша перемога
- Іспанія — Білорусь 9:1, ЧЄ-2010

### Найбільш результативний матч
- Азербайджан — Сербія 8:9, ЧЄ-2012

### Найвища відвідуваність
- Хорватія — Росія 2:4 (1/2 фіналу, Загреб, Хорватія, ЧЄ-2012, 14300 глядачів)
- Хорватія — Італія 1:3 (матч за третє місце, Загреб, Хорватія, ЧЄ-2012, 12400 глядачів)
- Італія — Росія 3:1 (фінал, Антверпен, Бельгія, ЧЄ-2014, 11558 глядачів)
- Португалія — Сербія 1:3 (груповий етап, Белград, Сербія, ЧЄ-2016, 11161 глядачів)

### Найбільша сумарна відвідуваність турніру
- Чемпіонат Європи 2016 - 113820 глядачів (Сербія)
- Чемпіонат Європи 2012 - 95609 глядачів (Хорватія)